# DR 700 860/861
Der  700 860/861 der Deutschen Reichsbahn ist ein ehemaliger Tunneluntersuchungswagen, der aus einem angetriebenen und einem antriebslosen Wagen bestand. Er wurde 1929 von der Maschinenfabrik Gottwaldt Müller in Berlin-Karlshorst hergestellt und wurde hauptsächlich für die Material- und Mannschaftstransporte für die Wartung des Cochemer Tunnels verwendet.
Der Wagen wurde nach dem Zweiten Weltkrieg von der Deutschen Bundesbahn als Trier bzw. Saarbrücken 8905/8906 übernommen und erhielt 1968 die Bezeichnungen 713 003 für den Trieb- sowie 714 001 für den Beiwagen. Das Fahrzeug war bis 1979 im Einsatz und befindet sich bei der Eifelbahn Verkehrsgesellschaft.

## Geschichte
Geliefert wurden die Fahrzeuge 1929 anlässlich der bevorstehenden Sanierung des Cochemer Tunnels, die Anfang 1930 erfolgte. Danach wurde er neben der Wartung des Tunnels auch zur Bergung von Streckenläufern oder Lokpersonalen von liegengebliebenen Dampflokomotiven im verqualmten Tunnel genutzt. Er erhielt den Spitznamen Cochemer Tunnelzwerg. Durch das Fahrzeug konnte die Streckenunterhaltung kostengünstiger als mit Arbeitszügen mit Dampflok durchgeführt werden.
Mit der Elektrifizierung des Cochemer Tunnels im Jahr 1974 verlor der Wagen einen Teil seiner Aufgaben. Die Wartung der teuren Batterie war mit der Zeit sehr kostenintensiv. 1978 wurden beide Wagen deshalb abgestellt und am 2. März 1979 ausgemustert. Der Beiwagen wurde verschrottet, der Triebwagen als Museumsfahrzeug von den Eisenbahnfreunden Vulkaneifel erworben. Die letzten Bildeinträge über das Fahrzeug stammen aus dem Jahr 2009.

## Technische Daten
Die Wagenkästen beider Fahrzeuge waren nach dem Konstruktionsprinzip eines zweiachsigen Güterwagens einfach aufgebaut und wie die Untergestelle in etwa gleich. Der Triebwagen besaß über dem Antriebsrad ein einfaches Führerhaus ohne Wetterschutz. Den wettergeschützten Führerstand hat er während eines Umbaues 1942 erhalten.
Bei beiden Fahrzeuge waren unter der Ladeplattform die Akkumulatoren gelagert, beim Beiwagen jedoch nur für die Beleuchtung des Wagens. Nach dem Umbau 1942 wurden die Batterien des Triebwagens oberhalb der Ladefläche gelagert. Eine Satz lag unmittelbar hinter dem Führerhaus, ein zweiter am anderen Fahrzeugende. Beide Wagen hatten an beiden Enden einfache Zug- und Stoßeinrichtungen. Der Triebwagen besaß zwischen den Batteriekästen Trageböcke zur Aufnahme von Arbeitsmaterial.
Der Beiwagen besaß eine Beleuchtungseinrichtung, was zu der Bezeichnung Beleuchtungswagen führte. Der Beiwagen war ungebremst, der Triebwagen besaß eine einfache Wurfhebelbremse, die auf die Antriebsachse wirkte. Diese besaß auch eine einfache Besandung.

## Elektrische Ausrüstung
Angetrieben wurde der Tunnelrettungswagen durch einen einfachen Gleichstrommotor der Firma Bergmann Electricitäts-Werke. Die Ansteuerung erfolgte durch einen fünfstufigen Schalter und eine Umschaltwalze. Das Fahrzeug besaß eine elektrische Beleuchtung, am Führerhaus mit Dreilicht-Spitzensignal und zwei seitlichen Scheinwerfern, sowie zusätzlich Handscheinwerfer zur Positionierung.
Der Triebwagen hatte auf dem Führerhaus ein Signalhorn von Bosch. Die Akkumulatoren bestanden aus 120 Zellen, sie hatten eine Kapazität von 450 Ah bei einem Entladestrom von 150 A und einer Entladezeit von 3 Stunden.